# Cacique Toronoima
El cacique Toronoima fue un líder indígena de la época colonial que existió en Guanta (en el valle de Guantar) y que se enfrentó a los españoles durante la invasión, en los años 1520, liderando la rebelión indígena.

## Historia
En 1520 existió en Guanta (Valle de Guantar), un cacique que era llamado por los indígenas Toronoima, pero que también le decían “Indio Guatiao” por su cercanía con los españoles.
Según las escrituras del poeta Juan De Castellanos, quien tiene en su haber 3 libros de poemas sobre el oriente del país, a la costa del Valle de Guantar y comandados por Antonio Ojeda llegaron cinco barcos españoles, quienes contactaron a Toronoima, para cambiar objetos por sacos de maíz.
El cacique Toronoima, consiguió a los Indios que llevaron el maíz desde la serranía hasta la costa, pero en un acto de crueldad mando a asesinar a los indígenas.
Toronoima al darse cuenta de la matanza llega al lugar pero sin tiempo para hacer nada. Solo le quedó decir a Antonio Ojeda: «Gracias por matar a mis enemigos de guerra».
Un día después, Toronoima invitó a los españoles a degustar de comidas típicas. Los extranjeros comieron y muchos se quedaron dormidos. El momento de la venganza había llegado. Toronoima dio la orden y los indios guanteños salieron de sus escondites entre las ramas y los arbustos, y con flechas y arcos acabaron con las vidas de aquellos españoles que el día anterior cobardemente asesinaron a los indígenas.
El cacique Toronoima no se conformó con lo hecho a los españoles en la costa guanteña y convocó a los indígenas desde el golfo de Santa Fe, hasta los que vivían en la desembocadura del río Unare, quienes en curiaras llegaron a invadir la isla de Cubagua, logrando que los españoles huyeran.
En 1521 los españoles comienzan a aparecer en las embarcaciones para invadir el Valle de Guantar, por lo que Toronoima junto a los indios montados en curiaras trataron de evitar que las naves llegaran a tierra. Durante la batalla los españoles lograron dar con el Cacique Guanteño y es asesinado.
La férrea Resistencia Indígena se sintió en el oriente, gracias a Toronoima, quien deja su legado a un grupo de aborígenes que continuaron la guerra iniciada por el cacique guanteño y que duró cerca de 160 años, convirtiéndose en la primera y más larga contienda del continente americano.
Estos acontecimientos que marcaron el nacimiento del movimiento libertador aborigen del país, no tuvieron similar durante décadas, lo que convierte a Toronoima en una figura sin igual en toda la nación.